# Siège de Huajuapan
Guerre d'indépendance du Mexique
Le siège de Huajuapan fut une action militaire de la guerre d'indépendance du Mexique qui eut lieu du 5 avril 1812 au 23 juillet 1812 à Huajuapan, dans l'État d'Oaxaca, ville tenue par les insurgés, qui endura un siège de 111 jours par les forces royalistes, le plus long de la guerre d'indépendance.

## Le siège
Ce siège est considéré comme l'un des faits d'armes les plus importants de la deuxième phase de la guerre d'indépendance du Mexique. Il fut soutenu par un groupe de villageois conduit par le colonel Valerio Trujano (es). Jose Rojas Remigio Sarabia, un indien du village de Santiago Nuyoo, parvint à échapper au siège de la ville et à informer José María Morelos qui était à Chilapa de Álvarez, État de Guerrero, du siège de Huajuapan.
Les forces rebelles dirigées par Miguel Bravo (es) et Trujano Valerio rencontrèrent le père Mendoza début mars 1812 à Tamazulapa, Oaxaca afin d'affronter le général royaliste José María de Regules Villasante qui était stationné à Yanhuitlán.
Au début des attaques des insurgés, Régules décida de revenir en arrière et de ne prendre que l'église paroissiale et les maisons voisines. Cependant au moment où l'avance des rebelles allaient lui permettre d'assurer la victoire des forces espagnoles, les insurgés se retirèrent. Après cet incident, Miguel Bravo marcha vers Cuautla pour appuyer le généralissime José María Morelos y Pavón qui était assiégé par les troupes de la Nouvelle-Espagne, pendant que Trujano fortifiait Huajuapan et que le commandant royaliste Bonavia formait une division pour récupérer le terrain conquis par les insurgés.
Sous les ordres du général Regules Villasante, les troupes royalistes arrivèrent à Huajuapan le 5 avril 1812 avec environ 1 500 hommes et 14 pièces d'artillerie. Cinq jours après que les forces royalistes eurent ouvert le feu sur la ville en utilisant toute leur artillerie contre les bastions rebelles, Trujano qui manquait de canons ne put réagir avant de disposer d'une artillerie faite des cloches de l'église du village du 10 avril au 24 juillet.
Les attaques royalistes contre la place furent constantes mais toujours repoussées par les rebelles dirigés par Trujano. Le 17 mai un messager fut envoyé au général Morelos afin de l'informer de la situation, ensuite de quoi Morelos ordonna l'envoi de renforts pour aider Trujano.
Morelos était disponible pour aider Huajuapan, bien qu'au départ il ait envoyé le Général Miguel Bravo. Le 23 juillet 1812 le siège est rompu avec l'arrivée du général Morelos à Huajuapan avec des milliers d'hommes dont Vicente Guerrero.
La division du général Morelos fut scindée en 4 colonnes formant de la sorte quatre fronts qui rompirent les positions royalistes ainsi contraintes à prendre la fuite, laissant sur place 30 canons, plus d'un millier de fusils, du matériel militaire et des chevaux et environ 400 morts.

## Célébration à Huajuapan
De très nombreuses célébrations civiles et religieuses sont organisées tous les ans à la date anniversaire du siège.

## Sources
- Zárate, Julio (1880),«La Guerra de Independencia», de Vicente Riva Palacio, México a través de los siglos, III volumen, México: Ballescá y compañía.